# العلاقات الألبانية الكورية الشمالية
العلاقات الألبانية الكورية الشمالية هي العلاقات الثنائية التي تجمع بين ألبانيا وكوريا الشمالية.

## مقارنة بين البلدين
هذه مقارنة عامة ومرجعية للدولتين:
| وجه المقارنة                                              | ألبانيا                                                    | كوريا الشمالية                        |
| --------------------------------------------------------- | ---------------------------------------------------------- | ------------------------------------- |
| المساحة (كم2)                                             | 28.75 ألف                                                  | 120.54 ألف                            |
| عدد السكان (نسمة)                                         | 3.02 مليون                                                 | 25.49 مليون                           |
| الكثافة السكانية (ن./كم²)                                 | 105.04                                                     | 211.47                                |
| العاصمة                                                   | تيرانا                                                     | بيونغيانغ                             |
| اللغة الرسمية                                             | اللغة الألبانية                                            | لغة كوريا الشمالية القياسية ‏          |
| العملة                                                    | ليك ألباني                                                 | وون كوري شمالي                        |
| الناتج المحلي الإجمالي (بليون دولار)                      | 13.04 مليار                                                |                                       |
| الناتج المحلي الإجمالي (تعادل القوة الشرائية) بليون دولار | 33.17 مليار                                                |                                       |
| الناتج المحلي الإجمالي الاسمي للفرد دولار أمريكي          | 3.94 ألف                                                   |                                       |
| الناتج المحلي الإجمالي للفرد دولار أمريكي                 | 11.11 ألف                                                  |                                       |
| مؤشر التنمية البشرية                                      | 0.764                                                      |                                       |
| رمز المكالمات الدولي                                      | +355                                                       | +850                                  |
| رمز الإنترنت                                              | .al                                                        | .kp                                   |
| المنطقة الزمنية                                           | توقيت وسط أوروبا، ت ع م+01:00، ت ع م+02:00، أوروبا/تيرانا ‏ | ت ع م+08:30، ت ع م+08:30، ت ع م+09:00 |

## منظمات دولية مشتركة
يشترك البلدان في عضوية مجموعة من المنظمات الدولية، منها:
| علم المنظمة | اسم المنظمة              | تاريخ انضمام ألبانيا | تاريخ انضمام كوريا الشمالية |
| ----------- | ------------------------ | -------------------- | --------------------------- |
|             | الاتحاد البريدي العالمي  | ?                    | ?                           |
|             | الاتحاد الدولي للاتصالات | 2 يونيو 1922         | ?                           |
|             | يونسكو                   | 16 أكتوبر 1958       | 18 أكتوبر 1974              |
|             | الأمم المتحدة            | 14 ديسمبر 1955       | 17 سبتمبر 1991              |

## وصلات خارجية
- موقع وزارة الخارجية الألبانية
- موقع وزارة الخارجية الكورية الشمالية